# Col du Lautaret

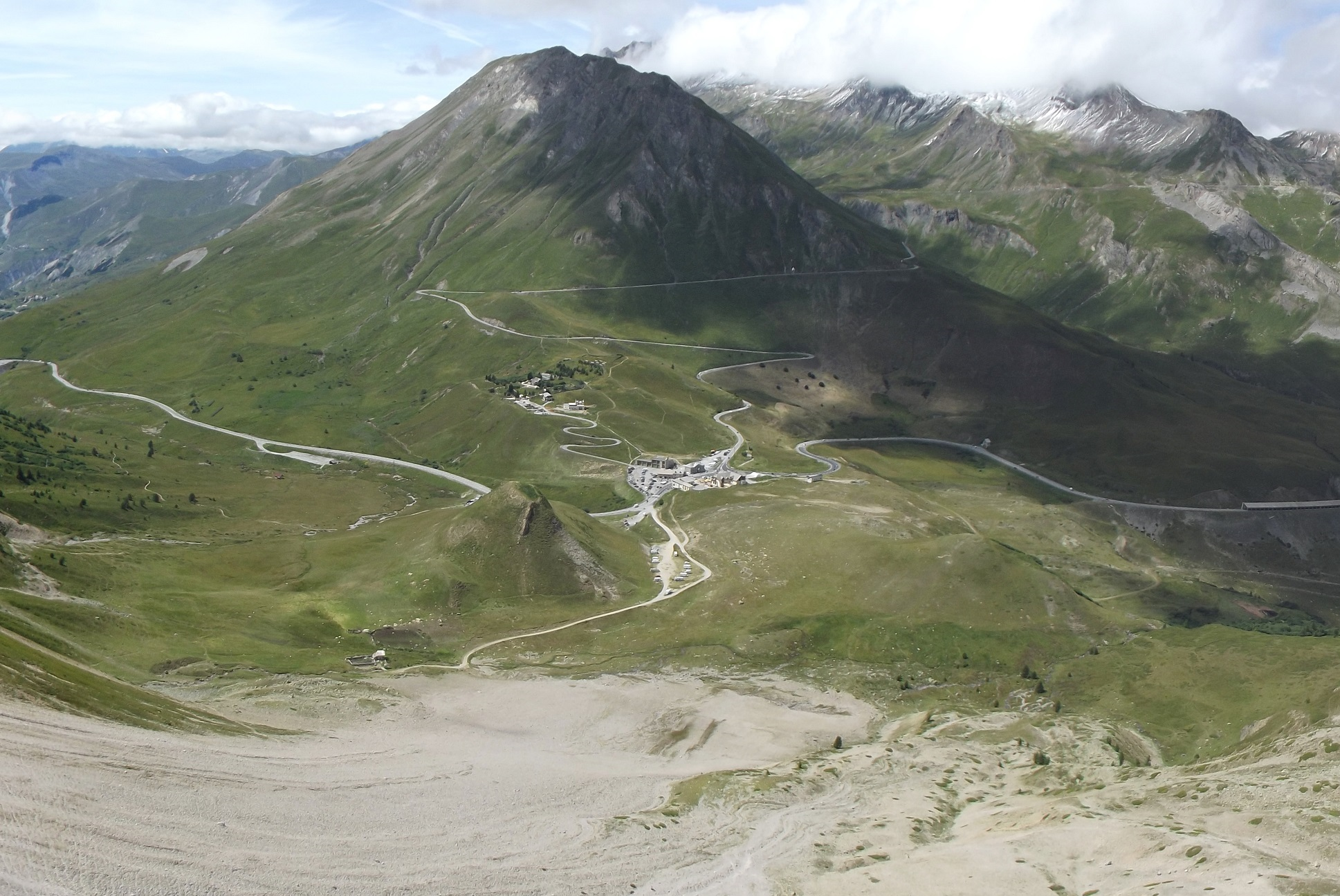
Flygfoto av Col du Lautaret.

Col du Lautaret, är ett bergspass i Daupinéalperna, Frankrike, 125 kilometer från italienska gränsen, 2 075 meter över havet. Passet passeras av vägen Grenoble-Briançon.
Passet är känt för den alpina botaniska trädgården och för att det passeras av Tour de France. Det är också nära till flera skyddade naturområden, såsom Réserve naturelle nationale des pics du Combeynot och Écrins nationalpark.

## Läge
Col du Lautaret är det högsta franska pass som är öppet för biltrafik på vintern. Väder- eller snöförhållanden kan medföra att vägen stängs tillfälligt.

## Tour de France

### Detaljer om stigningarna
Från väster börjar klättringen vid Les Clapier, nära Le Bourg-d'Oisans, varifrån stigningen är 34,2 kilometer lång och höjden är 1 312 meter över havet, med en genomsnittlig lutning på 3,8%, med den brantaste sektionen på 7,5% under den första kilometern.
Den östra infarten börjar vid Briançon, varifrån det är 27,7 kilometer till toppmötet och där höjden är 853 meter, med en genomsnittlig lutning på 3,1% och högst 5,2%.

### Tävlingen
Passvägarna till Col du Lautaret används nästan varje år av Tour de France, eftersom de är viktiga länkar mellan dalarna Maurienne, Durance och Romanche. Det är ett andra kategoripass. Om Col du Galibier används i samma etapp finns det ingen bergsklassificering för Col du Lautaret.

## Alpträdgården
Nordväst ovanför Col du Lautaret ligger alpträdgården Station Alpine Joseph Fourier, som byggdes 1899 och drivs av universitetet Université Grenoble-Alpes och den franska nationella forskningsorganisationen Centre national de la recherche scientifique, (CNRS).

## Col du Lautaret under andra världskriget
Den 11 augusti 1944 tillfångatog tyska soldater 17 män från dalen som var upptagna med att slå gräs till hö på ängarna längs vägen. Soldaterna drog sig tillbaka mellan Briançon och Grenoble. Som vedergällning för attacker som de utsatts för av motståndsmän stannade tyskarna vid Col du Latauret och sköt de tillfångatagna fransmännen, sedan de fått dem att gräva sina gravar. Sedan satte de eld på hotellet, gick in i Botaniska institutet och stal föremål innan de fortsatte sin färd mot Isère och tog alla män i Villar-d'Arênes som gisslan. Sex av dem och en tysk soldat dödades av en minexplosion i Chambontunneln, nära La Grave. Den 14 och 15 augusti avrättade tyskarna judar, motståndsmän och gisslan i Bourg-d'Oisans. Vid Col du Latauret byggdes det så kallade Fusillées-kapellet på platsen för avrättningen. På väggen kan man läsa "Det är här som de föll så att Frankrike kan leva. 17 patrioter torterades och sköts den 08/11/1944 av fega nazistiska horder". Bland bönderna som var upptagna med sitt arbete på åkrarna längs vägen undgick en att bli tillfångatagen genom att fly in bland bergen efter att ha sett den tyska truppen närma sig; han dök inte upp igen i byn Monêtier-les-Bains förrän två dagar senare, till glädje för hans familj som trodde att han var död.